# Belle Taylor
Susan "Belle" Vale-Jefferies (apellido de soltera: Vale & Taylor) es un personaje ficticio de la serie de televisión australiana Home and Away, interpretada por la actriz australiana Jessica Tovey del 3 de febrero del 2006 hasta el 11 de agosto del 2009.

## Antecedentes
Poco después de enterarse de que es adoptada Belle decide huir de sus estrictos y sobreprotectores padres adoptivos e ir a Summer Bay para encontrar a su verdadera madre. Poco después se descubre que es la atrevida, divertida y extrovertida hija mayor de Amanda Vale. Era muy buena amiga de Matilda Hunter, Cassie Turner, Geoff Campbell y Annie Campbell.

## Biografía
Belle llegó por primera vez a la bahía en el 2006 buscando a su madre biológica, poco después de su llegada Ric Dalby la encuentra viviendo sola y le lleva comida, más tarde le permite a Belle esconderse en su habitación, sin embargo cuando la madre adoptiva de Ric, Sally Fletcher la descubre la obliga a irse ya que su marido Flynn Saunders tiene una enfermedad terminal. Belle regresa varias veces más a la casa y un día accidentalmente tira a Flynn por las escaleras lo que ocasiona que su condición lo debilite. 
Más tarde Irene Roberts la descubre tratando de entrar en su coche y decide ofrecerle una habitación en su casa,  Belle comienza a pasar tiempo con Ric y lo besa enfrente de su novia Cassie Turner lo que ocasiona que ambos rompan y poco después Belle y Ric comienzan a salir. Ric comienza a ayudar a Belle a buscar a su madre biológica y pronto descubren que su abuela es Katherine "Kitty" Lansdowne, cuando va a visitarla Kitty le dice que su madre está muerta, sin embargo unas semanas después descubre que su madre es Amanda Vale, poco después Ric rompe con Belle y regresa con Cassie. Poco después Belle se encuentra en peligro cuando el helicóptero donde viajaba con Martha Holden, Robbie Hunter, Kit Hunter y Kim Hyde choca, sin embargo el grupo es encontrado y rescatado. 
Cuando Amanda decide ayudar a Belle a recuperar a Ric la relación entre ambas comienza a mejorar y Belle decide mudarse con ella. Poco después comienza a salir con Drew Curtis hasta que este decide dejarla por otra mujer, cuando Amanda le dice que ella es la otra Belle queda destrozada y decide mudarse con Irene, poco después comienza a salir con Lucas Holden. 
Una noche cuando Belle acepta que la lleven a su casa es secuestrada por su tía Kelli Vale, la hermana loca de Amand, sin embargo es rescatada por Peter Baker y pronto la relación entre Belle y su madre mejora. Drew rápido se da cuenta de que ama a Belle y que todavía tiene sentimientos por ella pero no le dice nada debido a su relación con Lucas. Cuando Belle cree que Drew se acostó con Lisa Duffy así que decide acostarse con Lucas, más tarde Belle y Drew regresan, sin embargo la relación no dura y terminan cuando Drew descubre que Belle sabía acerca del plan de venganza que Kelli tenía en contra de Amanda. Kelli envenena la bebida de su hermana, sin embargo Belle la bebe y se desmaya, Peter arresta a Kelli y Amanda decide irse de la bahía.
Cuando Belle descubre que Drew va a competir en una carrera con Lisa y Dom Moran trata de persuadirlo pero no lo logra, Dom se da cuenta de esto y la emborracha e intenta mantenerla en contra de su voluntad sin embargo Belle es rescatada por Lisa y poco después cuando Lisa muere en un accidente ocasionado por las carreras Belle queda destrozada. Más tarde Belle obtiene un trabajo como principiante de periodismo en el periódico local, sin embargo su felicidad no dura ya que es secuestrada por Dom, cuando Belle trata de convencerlo de que la deje ir lo besa sin embargo no cae en la trampa, Drew logra rescatarla y cuando lo logra accidentalmente atropella a Dom. 
Cuando Dom se mejora Belle le obtiene un trabajo en el Diner, sin embargo después lo obliga a irse de la bahía. Poco después Drew también decide irse de Summer Bay, y Belle renuncia a su trabajo, más tarde Leah Baker le ofrece un trabajo en el Den, sin embargo esto no funciona y pronto ambas obtienen un trabajo en el Diner. Su nuevo trabajo como mesera la acerca más a Aden Jefferies, durante una noche Aden se emborracha y se sube a la ventana del dormitorio de Belle, aunque al principio no lo acepta Belle lo deja dormir en el piso de su cuarto, sin embargo al día siguiente se besan y cuando Belle quiere comenzar una relación con él, Aden comienza a alejarse de ella.
Poco después Belle decide salir con Angelo Rosetta lo cual hace que Aden se ponga celoso, pronto Aden le cuenta a Belle que la razón por la cual trata de alejarse de ella es porque su abuelo abusó de él cuando era pequeño y eso le provoca miedo a intimar con ella. Después de que Aden logra asistir a consejería ambos comienzan a salir y duerme juntos, sin embargo la felicidad termina cuando ambos son mantenidos como rehenes y Aden se quiebra, poco después de ser rescatados por Angelo, Aden es admitido en un psiquiátrico lo cual ocasiona que la relación termine.
Más tarde Belle decide seguir adelante y comienza a salir con Angelo. Cuando un hombre llamado Murray Buchanan contacta a Belle le dice que el consejo está planeando construir un sitio de vertederos tóxicos, Belle decide ayudar a descubrir la verdad. Cuando Belle se une en una protesta en contra de la construcción es arrestada por Angelo y poco después descubre que existe un vínculo entre la tierra contaminada y los casos locales de cáncer. Cuando los constructores se dan cuenta de que Belle ha descubierto todo deciden entrar en su casa y robar los planos que anteriormente Aden había robado para ella.
Belle le pide a Angelo que investigue las cuentas de Murray y poco después descubren que ha recibido miles de dólares como pago por parte del consejo. Durante ese tiempo Aden se recupera y regresa a la bahía, cuando se encuentra con Belle la obliga a aceptar que todavía lo ama y ambos se besan. Ambos comienzan a verse a escondidas ya que Belle todavía sale con Angelo, cuando este es atacado no puede romper con él mientras se recupera en el hospital y poco después Murray regresa y le dice que la ayudará, sin embargo Belle no está segura si confiar en él. Más tarde mientras manejaba es atacada y su coche se sale de la carretera y la evidencia en contra del sitio de desechos tóxicos desaparece. 
Poco después Angelo descubre la relación entre Aden y Belle y la humilla públicamente. Cuando Aden descubre a Belle tirada en el suelo después de haber sido golpeada gravemente, la lleva al hospital y acusan a Angelo de ser su agresor sin embargo la policía no encuentra las pruebas necesarias y deciden no acusarlo, poco después se descubre que el responsable fue un hombre contratado por los dueños del desecho tóxico, por lo que Belle cae en depresión. Cuando Belle va a casa de Angelo para disculparse ambos son atacados por un asesino enviado por los dueños del desecho sin embargo fueron salvados por el oficial Jack Holden.
Cuando Belle ayudaba a Leah en la cocina el coche de Kane Phillips choca en contra del edificio y deja a Belle atrapada y luchando por su vida, cuando es llevada al hospital le diagnostican una fractura por comprensión y poco después se convierte en paranoica y comienza a creer que los constructores del vertedero tóxico están detrás de ella. Después de dejar el hospital se muda con Aden y pronto Belle comienza a luchar contra su dependencia por los analgésicos. Cuando Rachel Armstrong se da cuenta de esto se niega a suministrarle más analgésicos y Belle rápido comienza a buscar nuevas formas de obtener las píldoras. 
Mientras se encontraba cubriendo uno de los conciertos de Liam Murphy ambos se drogan y cuando su jefe descubre las pastillas en su cajón la despide, poco después Liam y Belle comienzan a salir sin embargo la relación pronto se termina. Cuando Aden se entera de su adicción decide alejarse de ella por lo que Belle decide dejar las pastillas, sin embargo durante la boda de Rachel y Tony Holden, Belle toma unas pastillas y se desmaya, rápido es llevada al hospital donde le bombean el estómago y pronto Rachel y Liam la ayudan a entrar en rehabilitación.
Después de recuperarse Belle y Aden regresan y este le pide a Belle que se mude con él y acepta, poco después Aden decide proponerle matrimonio y pide dinero prestado a un prestamista para poder pagar el anillo. Mientras se encuentra en el Diner Belle se derrumba de dolor y decide hacer una cita con Tachel para hacerse algunas pruebas. Cuando sus resultados llegan ambos descubren que Belle tiene cáncer y decide mantener su condición en secreto. Poco después Aden es golpeado por el prestamista y le cuenta a Belle acerca del anillo, así que ella decide sorprender a Aden proponiéndole matrimonio. 
Pronto Belle le pide a Rachel que la ayude a obtener su aplicación para casarse dentro de dos semanas y poco después Aden consigue un anillo de compromiso y le propone matrimonio y ella acepta. Rachel alienta a Belle para que le cuenta a Aden la verdad de que se está muriendo y le dice que se lo contará después de la boda, ese mismo día se entera de que su cáncer se está expandiendo rápidamente. Poco después cuando Nicole Franklin ve a Belle tomando pastillas cree que recayó de nuevo por lo que Belle se ve obligada a confesarle acerca del cáncer y que lo que está tomando son sus medicinas. Aunque al inicio Belle obliga a Nicole a no decirle nada a Aden cuando se desmaya Nicole decide contárselo.
El día de la boda su madre regresa lo cual alegra a Belle sin embargo pronto comienza a preocuparle que Aden no se aparezca a la ceremonia, sin embargo Aden llega, le dice que la ama y la pareja se casa. Después de pasar su luna de miel, Belle le confiesa a Nicole que no cree que le quede mucho tiempo, y poco después le pide a Aden que llame a su madre Amanda y que le diga lo que está pasando, cuando Liam se entera va a disculparse por haberla tratado mal cuando estaba metido en las drogas y ella lo perdona. Al inicio Amanda se niega a creer que su hija se está muriendo y decide buscar la opinión de otro doctor.
El día en que le dan de alta del hospital Belle decide dar un paseo por la playa, Aden la lleva de vuelta a la casa y mientras se encuentran acostados se despiden mutuamente revelándose cuánto se aman, durante la noche Belle muere tranquilamente en los brazos de Aden, lo cual lo deja destrozado.